# 國立白俄羅斯美術館

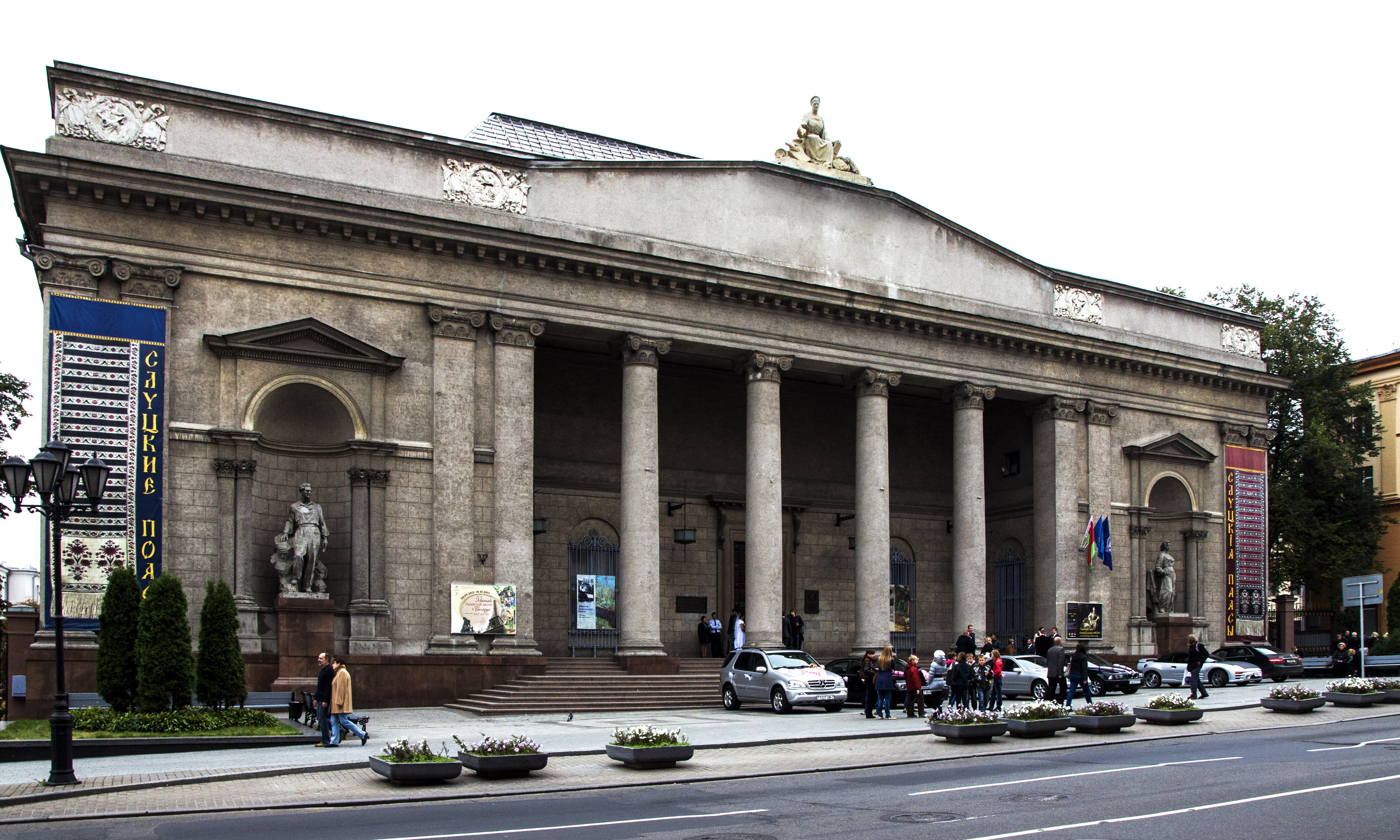

國立白俄羅斯美術館（白俄罗斯国家美术馆）是位於白俄羅斯明斯克的一座美術館。國立白俄羅斯美術館是白俄羅斯規模最大的美術館，收藏超過27000件美術品。國立白俄羅斯美術館分為兩個展區，一個展示白俄羅斯本國的美術品，另外一個展示外國美術品。